# Birim nord
Le district de Birim nord est un district ghanéen dans la Région Orientale.